# مارشال رايت
مارشال رايت (بالإنجليزية: Marshall Wright)‏ هو سياسي أمريكي، ولد في 1975 في الولايات المتحدة. حزبياً، نشط في الحزب الديمقراطي. وقد انتخب عضو مجلس نواب أركنساس.